# نيرون

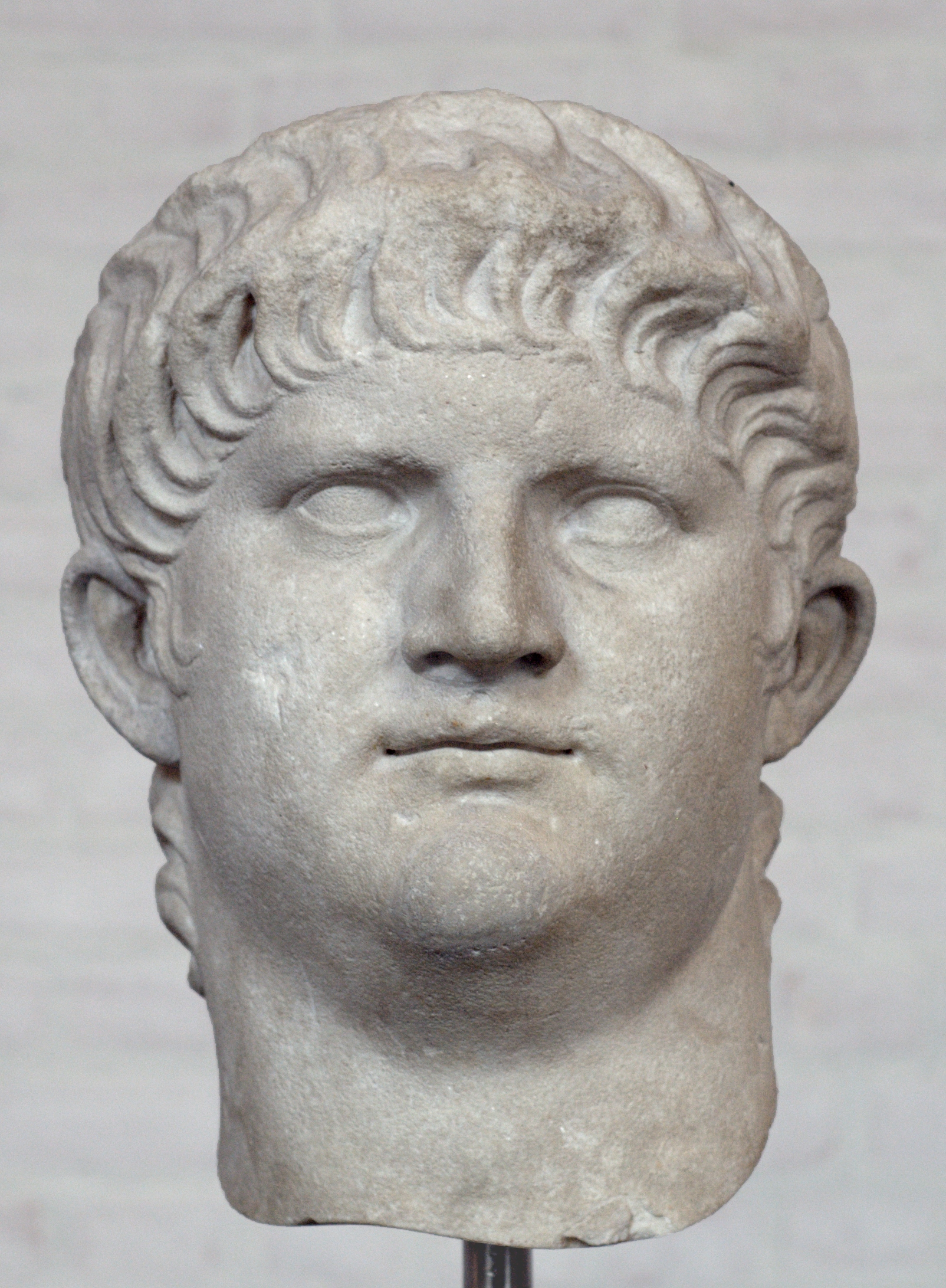
تمثال رأس الإمبراطور نيرون

الإمبراطور نيرون أو نيرو (15 ديسمبر 37 - 9 يونيو 68) كان خامس وآخر أباطرة الروم من السلالة اليوليوكلودية (من أوغسطس حتى نيرون) (27 ق.م. - 68 م)، وصل إلى العرش لأنه كان ابن كلوديوس بالتبنى، حيث أنه حكم الإمبراطورية (54-68).

## أجواء نشأته
الإمبراطور كاليغولا
عم نيرون، أنفق أمواله في الخلاعة والمجون والملذات وسادت لديه رغبة جامحة في تعذيب معارضيه، فكان يسوقهم إلى أشد صنوف العذاب ثم يلقي بأجسامهم إلى الحيوانات لتأكلها. دعا إلى الحكم المطلق وأعلن تأليه شقيقته وحدد القرابين والإضحيات التي تقدم لشخصه. كما أشيع أنه تزوج شقيقته «دروسيللا» وعين جواده واحداً من النبلاء. ويحكى أنه قام بتعذيب غانيه تعذيباً شديداً عندما رفضت طلبه بأن تشهد ضد أحد معارضيه بتهمة الخيانه العظمى وقام بتقطيع أجزاء من فخذها ويدها، ولم تسلم أم نيرون «أغربينيا» من بطش كاليغولا، فقد أمر بنفيها هي وأختها «ليفيلا» إلى جزيرة «بونتيا».
قام أحد ضباط الجيش ويدعى «كاسيوس شاريا» بقتله والتخلص منه في ثالث أيام احتفالات كانت تجري قبل مغادرة الإمبراطور لمصر حيث مدينة الإسكندرية وتم تنصيب عمه «كلوديوس» امبراطوراً.
الإمبراطور كلوديوس اشتهر بالبلاهة الشديدة وكانت العامة تستخدم اسمه دليلاً على التسفيه والإهانة، تم تعيينه في منصبه حيث كانت الرغبة في ذلك الوقت إعادة الهيبة مرة أخرى لمجلس الشيوخ والجيش، وباعتباره من العائلة الحاكمة فقد اعتبر الوريث الشرعي للحكم حيث أن كاليغولا لم يكن له أبناء يرثونه. وكانت الرغبة عند الجيش بتعيينه في منصبه حتى لا يعارض رغبات الجيش ومجلس الشيوخ. يروى عنه أنه عندما جاء الضباط إليه ليخبروه بأمر تعيينه، ظن أنهم قادمون لقتله فبكى وألقى نفسه أمامهم متوسلا لهم ألا يقتلوه.
بعد تعيينه في منصبه، أمر بإعادة «أغربينيا» (أم نيرون) ابنة أخيه من منفاها وعاد معها «نيرون» وهو لم يبلغ الثالثة بعد.
تقربت «أغربينيا» من كلوديوس مما أثار حفيظة «ميسالينا» زوجة كلوديوس الثالثة وثار بينهما تنافس للحظوة عند «كلوديوس». وقد حاولت «ميسالينا» كثيراً أن تشي بأغربينيا عند كلوديوس إلا أنها لم تنجح في ذلك.
كانت «ميسالينا» امرأة حسناء إلا أنها كانت شديدة التعطش للفجور والشهوانية، وكانت تقابل عشاقها سراً في القصر الإمبراطوري وتلجأ إلى اصطيادهم وتغييرهم باستمرار. وقد روى أنها طلبت من زوج أمها «سيلانوس» معاشرتها وعندما رفض أوشت به عند «كلوديوس» الذي أمر بإعدامه بتهمة الخيانة.
وكان من عشاقها السيناتور «كايوس سيليوس» عضو مجلس الشيوخ، وكانت تقابله كثيراً في بيته أو في القصر، وعندما افتضح أمرهما وعرف به الجميع وكان «كلوديوس» خارج روما منهمكاً في زيارة مواقع عسكرية، فعندما علم «كايوس» بافتضاح علاقته بميسالينا امتلأ رعباً إلا أنه عاد وتمالك نفسه وقرر أن يقتل الإمبراطور حتى يتزوج ميسالينا.
ولما عاد الإمبراطور علم بأمر كايوس، فأمر بذبحه وتقطيع رجليه ويديه بعد أن يعذب بشدة. واتخد قرار بإعدام ميسالينا إلا أنه تردد فيه كثيراً حتى أقنعه أصدقاؤه بتنفيذه.
وقد امتد الصراع بين «أغربينيا» و«ميسالينا» إلى نيرون و«بريتانيكوس» الابن الشرعي والوريث للإمبراطور «كلوديوس». وبعد التخلص من «ميسالينا» خلت الأجواء تماماً أمام «أغربينيا» التي ازداد توددها لكلوديوس الذي شغفها حبا. ورغم معرفته ويقينه باستحالة العلاقة بينه وبين «أغربينيا» في القانون الروماني، إلا أنه وبإيعاز من «أغربينيا» اشترى ذمم رجال من مجلس الشيوخ واستصدر منهم قراراً يقر زواجه من «اغربينيا» ويعتبره زواجاً رسمياً. وبعد نجاح هذا الزواج عكفت «أغربينيا» على تحقيق حلمها بأن يأتي اليوم الذي يتولى فيه ابنها «نيرون» الإمبراطورية.ولم يتبقى امامها سوى عقبة ابن «كلوديوس» الشرعي «بريتانيكوس». فعكفت أولاً على إقناع «كلوديوس» على إعلان تبنيه لنيرون ثم وضعت خطة مستمرة لإظهار نيرون في الحفلات الرسمية بصورة الرجل كامل النمو والابن المفضل عند كلوديوس وإظهار بريتانيكوس الابن الشرعي لكلوديوس بمظهر الابن الصغير وكأنه يصغر «نيرون» بعشرات السنين. ثم تقربت من «أوكتافيا» ابنة الإمبراطور كلوديوس وأخت بريتانيكوس والتي كانت تصغر أخيها بثلاث سنوات، كانت تهدف من هذا التقرب أن يكلل في النهاية بزواج «نيرون» من «أوكتافيا» ليضفي ذلك شرعيه عليه ليحصل على الحكم بسهولة أكبر من إمكانية حدوث ذلك للوريث الشرعي للحكم «بريتانيكوس»، وقد تم لها ما خططت لتنفيذه، وتزوج «نيرون» من «أوكتافيا».
بعد مرور عام على زواج «نيرون» و«أوكتافيا»، أصيب «كلوديوس» بمرض شديد، وأصاب الفتور علاقته بأغربينيا حيث أدرك مدى نفوذها حوله وشعر بالندم إزاء إهماله لابنه الشرعي «بريتانيكوس»، وعزم على تغيير ذلك. وعندما شعرت «أغربينيا» بذلك قررت التخلص من «كلوديوس» ولكن بالشكل الذي لا يلاحظه أحد حتى لا يفتضح الأمر ويأمر مجلس الشيوخ بإلغاء قرار تبني «نيرون» وحرمانه مما سعت «أغربينيا» له طوال هذه الفترة.فلجأت إلى السم الذي كانت تعده سيدة محكوم عليها بالإعدام تدعى «لوكوستا» ولم يتم تنفيذ الحكم بعد، فوعدتها «أغربينيا» بمساعدتها بشرط الحصول على سم قاتل لا يظهر أثره بعد الموت. وبعد مقتل «كلوديوس» تم اعلان «نيرون» إمبراطوراً بفضل أمه التي استقطبت كل من حولها لهذه المهمة.
وتلك هي الأجواء التي نشأ فيها نيرون وأثرت في شخصيته لاحقاً.

## من يحكم روما؟
في بداية حكمه، كان «نيرون» مجرد امبراطور اسميا، لصغر سنه ولأن أمه «أغربينيا» ظلت تتحكم في كل شيء بنفوذها.
عهدت «أغربينيا» مهمة تربية وتنشأة «نيرون» إلى اثنين من أكثر المخلصين لشخصها، «سينيك» الفيلسوف المفوه الذي وعدته بأن يصبح وزيرا للدولة (كان يعيش زمان «كاليغولا» ويختلف معه كثيرا حتى نفاه خارج روما ولم يعد لروما إلا بعد زواج «أغربينيا» من «كلوديوس» وطلبها منه إعادة «سينيك»)، و«بوروس» الذي وعدته بأن يكون قائدا للجيش. وبفضل خطب «سينيك» الحماسية وتأييد «بوروس» وضمان الجيش معه تم تنصيب «نيرون» بعمر 16 سنه امبراطورا وتناسى الجميع «بريتانيكوس» الوريث الشرعي للحكم.
بدأ الصدام يدب بين «نيرون» المتعطش للحكم ونفوذ أمه الظاهر جليا للعيان في كل صغيره وكبيرة، وزاد الأمر تعقيدا بعد أن ظهر طيش «نيرون» وفشل «سينيك» و«بوروس» في السيطرة عليه. وظهر ذلك تحديدا عندما انجذب «نيرون» لأمة من آسيا تدعى «آكتي» وبعده عن زوجته «أوكتافيا» التي لم ير فيها سوى خطة من خطط أمه للوصول للحكم. وحين تحولت أفعال «نيرون» إلى الخطورة بمكان لتهديد العرش والسلطة واجهته «أغربينيا» ووبخته، وبدأ الصدام الذي وصل مداه عندما هددت «أغربينيا» «نيرون» بأنه إن لم ينصع لها فسوف تعيد العرش إلى الوريث الشرعي للحكم «بريتانيكوس».
كان لهذا التهديد وقع شديد على «نيرون» الذي تنبه إلى وجود الوريث الشرعي للحكم على قيد الحياة واحتمال تنفيذ «أغربينيا» لتهديدها، وسواء أكانت «أغربينيا» جادة في تهديدها أم لا، فقد عزم «نيرون» على قتل «بريتانيكوس» بالسم، وهو ما تم تنفيذه حسب رغبة «نيرون».
بعد ذلك بدأ «نيرون» في تحجيم دور أمه في الحياة السياسية فأغدق العطايا والأموال على الأمراء ورجال الدولة البارزين الذين تناسوا تحت وطأة العطايا والترهيب السبب الحقيقي لمقتل «بريتانيكوس»، واكتفوا بتصديق رواية «نيرون» على أنه مات بشكل طبيعي. ومع الوقت استسلمت «أغربينيا» لرغبة ابنها وتم إقصاؤها خارج القصر الإمبراطوري وخصص لها «نيرون» قصرا في المدينة كان مخصصا لعدد من أفراد الأسرة الحاكمة، وكان «نيرون» يزورها من وقت لآخر ويحرص في زيارته أنه يكون في كامل رونقه ومظهره حتى يظهر الفرق في السلطة بينه وبينها.
بعدها انصرف «نيرون» إلى السكر والعربدة والعهر وطاف يشبع رغباته المكبوته ليتحول حكمه مع الوقت إلى وبال على الشعب. وسيطر عليه وهم أنه بارع كمغنى ولاعب للقيثارة وسائق عربة حربية. والمؤرخ المتتبع لكيفية وصول الأباطرة إلى عرش روما يكتشف بسهولة أنه كان غالبا عن طريق الاغتيالات السياسية التي أصبحت السمة الأساسية للحكم في روما. ويحكى في بذخه وحبه للعطور أنه في عهده كان سقف الدعوات يُمطر رذاذاً من العطور والزهور.

## نهاية أغربينيا
بعد أن انصرف «نيرون» إلى ليالي المجون والعربدة، ازداد انحطاطا يوما بعد يوم، فاذا حل الليل عليه انغمس وسط العاهرات في حفلات ماجنة ثم يتنكر في زي العبيد وينزل إلى الطرقات يسرق ويمارس أعمال قطع طرق.
وفي أحد هذه الحفلات الماجنة حاول أحد أصدقائه ويدعى «باريس» أن يشي بأم نيرون. فأخبر «نيرون» أن أمه تجهز عملية انقلاب عليه وأنها ستعين أحد أحفاد الإمبراطور «أغسطس قيصر» ويدعى «بلوتس»، وإن «بلوتس» وعدها بالزواج حال نجاح الانقلاب. عندما سمع «نيرون» هذه الوشاية استشاط غضبا وقرر إصدار أمر باعدام أمه، إلا أن «بوروس» حثه على عدم التسرع في هذا القرار وأن يعطيها الفرصة التي يعطيها للمحكوم عليهم بالإعدام بالدفاع عن نفسهم حتى لا يثير ذلك العامة على «نيرون».وفي اليوم التالي أرسل «نيرون» كل من «بوروس» و«سينيك» إلى أمه لتوجيه الاتهام إليها. وفي هذه المقابلة صبت «أغربينيا» جام غضبها على نيرون ونعتته بأفظع الألفاظ ثم ما لبثت أن هدأت وبدأت ترد على الاتهامات، وعاد الرسل مره أخرى إلى «نيرون» الذي اقتنع بالردود ثم ما لبث أن عاد الوئام الحذر بين الابن وأمه لفترة قصيره.
انتهت هذه الفترة عندما تعرف «نيرون» على إحدى العاهرات وتدعى «بوبيه» وقرر «نيرون» الانصياع لأوامر «بوبيه» بأن يطلق زوجته «أوكتافيا»، وأن يتزوجها. ولما علمت «أغربينيا» بذلك قررت منع ابنها من تلك الخطوة بكل الطرق مما دفع «بوبيه» بشحن «نيرون» ضد أمه بأن كيف وهو الامبراطور ينصاع لأوامر أمه؟ فهددته بأنها ستختفي من حياته، فقرر «نيرون» التخلص من أمه. فدبر لأمه عملية اغتيال وهي الغرق بحرا في أحد الرحلات، إلا أن «أغربينيا» نجت من القارب الغارق بأعجوبة. وبعد نجاة أمه قرر «نيرون» التخلص منها بإرسال جنود إلى قصرها ليقتلوها. فأرسل إليها جنوده بقيادة صديق عمره «انيكيتوس» الذي كان يتمنى هذه الفرصة منذ زمن بعيد. وبالفعل قتلها الجنود بالسيوف ثم أحرقوا بقايا جثتها.
ماتت «أغربينيا» وهي تلعن ابنها الذي ألقت به نقمة على الشعب وعلى روما، وبموتها مات أي معلم للبنوة والرحمة في قلب «نيرون».

## إعدام أوكتافيا
جر خبر مقتل «أغربينيا» العار والهياج الشعبي على «نيرون»، وامتعض الجيش من هذا الفعل مما دفع «نيرون» إلى الهروب إلى نابولي حتى تهدأ روما بالنسبة له. وفي هذه الأوقات قام بخطب ود مجلس الشيوخ وقادة الجيش وأجزل لهم العطايا والأموال وضاعف مرتباتهم حتى أصدر مجلس الشيوخ قرارا باستحسان مقتل «أغربينيا». ولما اطمئن لذلك «نيرون» عاد إلى روما وطلق زوجته «أوكتافيا» وتزوج من عشيقته «بوبيه».
ومع سريان هذا الخبر، تعاطفت الجموع مع «أوكتافيا» وألقت بأكاليل الورود على تماثيلها في الميداين العامة. فلما نما ذلك إلى «بوبيه» ازدادت غيرة فحاولت تلفيق تهمة ارتكاب الرذيلة إلى «أوكتافيا» إلا أن خادمات «أوكتافيا» رفضوا الشهادة ضد سيدتهم فسحبتهم «بوبيه» إلى آلات التعذيب، ومع ذلك لم تنجح في استنطاقهم بالشهادة المزورة. وأراد «نيرون» إرضاء «بوبيه» فأمر بنفي «أوكتافيا» خارج روما إلى مدينة «بابيه» حيث أسطول «أنيكيتوس» قاتل «أغربينيا». وبما أن الغيرة قد تملكت من «بوبيه» فقد طلبت من «أنيكيتوس» أن يشهد ضد «أوكتافيا» ويقول أنها طلبت منه تنفيذ انقلاب ضد «نيرون» وانها أسلمته جسدها لذلك، وفعل «أنيكيتوس» ذلك أمام المحكمة مما اقتضى من «نيرون» الغير آبه بأي شيء بإصدار حكم الإعدام على «أوكتافيا».

## الاغتيالات
امتدت الاغتيالات بعد ذلك في بحور دماء أراقها «نيرون» غير آبه بأحد. ففي أحد الأيام نشب خلاف بينه وبين «بوبيه» مما دفعه إلى ضربها ضربا مبرحًا حتى قتلها ثم أمر بإغراق ابنها. وامتدت اغتيالاته بعد ذلك ليقتل أقرب المقربين منه وقائد جيشه الأمين «بوروس» ثم قتل أصدقاءه وأقاربه وضباطه. وكان السم هو الوسيلة السهلة التي دائمًا ما كان يستخدمها «نيرون» في عمليات اغتيالاته، وأيضًا قتل معلمه «سينيك» كما سيتضح لاحقًا.

## تدهور الوضع السياسي
أدى انصراف «نيرون» عن شؤون البلاد وانغماسه في اللهو والتلذذ بالقتل وإراقة الدماء إلى نشوب الانقلابات والثورات ضده، ففي إيطاليا قامت ثورة تتزعمها ملكة قبائل الايكينين وتدعى «بوديكا»، وفي أرمينيا ألغيت الامتيازات المعطاة للنفوذ الروماني في المملكة.

## نيرون مغنيا وممثلا
فشل «نيرون» في الساحة السياسية والعسكرية وسيطرت عليه فكرة أنه كان بارعا في الغناء والتمثيل، فكان يخرج إلى اليونان ويطوف مدنها يحصد الجوائز في مجال التمثيل والغناء. جوائز لا تجرؤ لجان تحكيمها أن ينتقدوه أو يعطوا الجائزة الأولى لغيره في كل المجالات التي يدخل فيها.
كان يسير في جيش من الممثلين والمغنيين يحملون أوسمته وجوائزه ويدخل بها إلى روما دخول الجيش المظفر العائد من ميدان المعركة.
في هذا الوقت كان العامة ينظرون للممثلين والمغنيين نظرة دونيه من قبل المجتمع باعتبارهم مهرجين يقومون بهذه الأعمال من أجل الكسب. فكان الاحتقار هو السمة الأساسية التي يوصم بها الممثل عندما يفرغ من مسرحيته ثم يتوسل الجمهور ليصفق له. ومع إصرار «نيرون» على ممارسه التمثيل والغناء، فقد زاد ذلك من حنق الشعب عليه.

## الانقلابات
شهدت فترة حكم «نيرون» العديد من محاولات الانقلاب الفاشله، أشهر هذه المحاولات كانت على يد تنظيم سري ضم بين أفراده مجموعه من النبلاء والشعراء. كان «بيزو» يتزعم هذا التنظيم وهو أحد النبلاء، وكان ينظر إليه على أنه الإمبراطور القادم حال نجاح هذا الانقلاب.
أيضا انضم إلى التنظيم أحد مستشاري «نيرون» ويدعى «سوبريوس فلافيوس» وكان على درجة قاض ويعامل معامل الوزير في بلاط «نيرون».
أما السيدة الوحيدة في هذا التنظيم فكانت تدعى «أبيكاريس». وعكف التنظيم على التوسع حتى انكشف أمره، فألقي القبض على «أبيكاريس» وسيقت إلى أشد أنواع التعذيب على الآلات المخصصه لاستنطاق كل من يغضب عليه «نيرون»، ولكنها وبثبات شديد رفضت أن تدلي بمعلومات عن التنظيم أو عن الأفراد المشاركين فيه، وتحينت الفرصة المناسبة وشنقت نفسها من الحبال التي كانت تستخدم في ربطها لتموت دون أن تخبر جلاديها بما كانوا ينتظرون سماعه منها.
وسارع التنظيم إلى محاولة تنفيذ مهمته بسرعه بعد القبض على «أبيكاريس»، وتم الاتفاق على قتل «نيرون» في أحد الاحتفالات، ووجهوا مهمة غرس الخنجر الأول في قلب «نيرون» إلى شخص عرف عنه التهور ويدعى «سكيفينوس»، وقبل موعد تنفيذ المهمة بليلة، ظهرت معالم القلق على «سكيفينوس» وبدأ يتصرف بغرابة لفتت الأنظار إليه فأعتق عبيده وطلب من خادمه أن يشحذ له سكينا خاصا ويجعله جاهزا للاستخدام. فأصاب القلق هذا الخادم وخاف مما ينوي عليه سيده فهرب إلى «نيرون» وأخبر حراسه أنه يريد أن يقابل الإمبراطور لأمر خطير ثم قص ما رأه على سيده. وعندما واجه «نيرون» «سكيفينوس» بما قاله خادمه أنكره بشده ولكن الخادم أخبر بأسماء من كانوا يترددون على «سكيفينوس» وتم احضارهم جميعا ومقارنه أقوالهم فتبين «نيرون» حقيقه ما يجري وأمر بتنفيذ أشد الأحكام بهم وبكل معاونيهم. وأجريت محكمة كبيرة في ساحات حدائق قصر «نيرون» وتمت محاكمة الجميع وازدادت أسماء المتهمين لأن كل شخص يقع في أيدي جلادي «نيرون» يستنطق بأشد ألوان العذاب لينطق بأسماء شركاء حتى وإن كان لابد ينطق بأي اسم سواء له علاقه بالأمر أم لا، وتمت المحاكمة وسقط كل أفراد التنظيم وأريقت دماء كثيره في مذبحة عامه راح ضحيتها مايقرب من خمسة آلاف شخص.

## مقتل سينيكا
في هذه الأثناء تذكر «نيرون» معلمه وفيلسوفه«سينيكا» وكان هو الوحيد الباقي ممن قاموا بتربيته وساعدوه هو وأمه حتى وصلوا إلى كل ما يحلمون به، وكان «نيرون» قد قرر مسبقا أن يتخلص من «سينيكا» لأنه يمثل فترة سابقه ويمثل صوت العقل في بعض الأحيان. ولم يعر «نيرون» أدنى اهتمام لكون الرجل هو من رباه وعلمه في بدايه حياته مع «بوروس». ولما كانت أحداث هذا المذبحة فقد وجدها «نيرون» فرصه للتخلص من «سينيكا»، فتم زج اسمه في المؤامرة وصدر الحكم عليه بالإعدام، وهذه المرة أمر «نيرون» جنوده أن يذهبوا إلى قصره ويخبروه بحكم «نيرون» وأنه يأمره أن يقتل نفسه ويقطع عروقه حتى الموت. وبالفعل ضرب الحصار حول قصر «سينيكا» ثم مالبث أن نفذ الرجل العجوز حكم «نيرون» وقطع عروقه وقتل نفسه.

## حريق روما
أما أشهر جرائمه على الإطلاق كان حريق روما الشهير سنة 64 م حيث راوده خياله أن يعيد بناء روما، وبدأت النيران من القاعدة الخشبية للسيرك الكبير حيث شبت فيها النيران وانتشرت بشدة لمدة أسبوع في أنحاء روما، والتهمت النيران عشرة أحياء من جملة أنحاء المدينة الأربعة عشر.
وبينما كانت النيران تتصاعد والأجساد تحترق وفي وسط صراخ الضحايا كان نيرون جالساً في برج مرتفع يتسلى بمنظر الحريق الذي خلب لبه وبيده آلة الطرب يغنى أشعار هوميروس التي يصف فيها حريق طروادة.
هلك في هذا الحريق آلاف من سكان روما واتجهت أصابع اتهام الشعب والسياسييّن تشير إليه بأنه هو المتسبب في هذا الحريق المتعمد، وتهامس أهل روما بالأقاويل عليه وتعالت كلماتهم وتزايدت كراهية الشعب نحوه، وأصبح يحتاج إلى كبش فداء يضعه متهماً أمام الشعب، وكان أمامه اختيار إما اليهود أو المسيحية الحديثة في روما، ولكن كان اليهود تحت حماية بوبياسبينا إحدى زوجات نيرون، فألصق التهمة بالمسيحيين، وبدأ يلهى الشعب في القبض على المسيحيين واضطهادهم وسفك دمائهم بتقديمهم للوحوش الكاسرة أو حرقهم بالنيران أمام أهل روما في الستاديوم وفي جميع أنحاء الإمبراطورية. حتى أن مؤهلات الولاة الذين كانوا يتولون الأقاليم هو مدى قسوتهم في قتل المسيحيين، وسيق أفواج من المسيحيين لإشباع رغبة الجماهير في رؤية الدماء، وعاش المسيحيون في سراديب تحت الأرض وفي الكهوف، وما زالت كنائسهم وأمواتهم إلى الآن يزورها السياح.
استمر الاضطهاد الدموى أربع سنوات ذاق فيها المسيحيون كل مايتبادر إلى الذهن من أصناف التعذيب الوحشى، وكان من ضحاياه بولس وبطرس اللذان قتلا عام 68 م. ولما سادت الإمبراطورية الرومانية الفوضى والجريمة أعلنه مجلس الشيوخ أنه أصبح «عدو الشعب» فمات منتحراً في عام 68 م مخلفاً وراءه حالة من الإفلاس نتيجة بذخه الشديد والفوضى من كثرة الحروب الأهلية أثناء حكمه، ونيرون هو القيصر الذي أشار إليه سفر الأعمال في (أعمال 25: 26) و (أعمال 26: 32) ولم ينته اضطهاد المسيحيين بموته.

## الثورة
المتتبع لتاريخ روما يدرك أن الحكم الإمبراطوري كان ينتقل في الغالب بالمكيدة وقتل الإمبراطور حتى يصل عرش الحكم لغيره، وبالنسبة لنيرون فكانت نهايته لا تختلف كثيرا عن غيره ممن سبقوه. فبعد المذابح والحرائق التي اشعلت بها روما، انصرف هو إلى اليونان ليمارس هوايته في الغناء والرقص والتمثيل، وفي هذه الأثناء قامت ثوره في بلاد الغال على يد أحد نبلاء فرنسا ويدعى «فيندكس»، ومع تزايد وتيرة الثورة وانحسار وهزيمة «نيرون» وفشله في إدارة الأزمة انصرف عنه أصدقاؤه وحاشيته ولم يجد بدا من أن يهرب من قصره إلى كوخ بعيد لأحد خدامه الذين بقوا معه. وهناك كان يبكي كثيرا على ما وصل إليه وتذكر أمه وقال أنها هي من جلبت عليه اللعنة. وظل مختبئا حتى شعر بأصوات سنابك الجنود تحوم حول المكان فما كان منه إلا أنه قرر أن يقتل نفسه، وبعد محاولات كثيره فشلت بسبب خوفه من الموت، قتل نفسه ومات الطاغية الذي أرهق روما بمجونه وجنونه.

## مواضيع مرتبطة
- الأمبراطورية الرومانية
- قائمة الأباطرة الرومان
- اضطهاد المسيحيين
- حِمَام نيرون